# Morgan Stanley
Morgan Stanley è una banca d'affari, con sede a New York.
Morgan Stanley fu fondata il 5 settembre 1935 da Henry Sturgis Morgan e Harold Stanley. In quegli anni il Glass-Steagall Act impose a J. P. Morgan & Co. di scegliere quale tra le attività di banca commerciale e banca d'investimento continuare a svolgere e quale abbandonare. JPMorgan scelse di continuare ad operare come commercial bank perché ritenuta un'attività più remunerativa, così molti partner di JPMorgan confluirono nella nuova società: Morgan Stanley.
Nel dicembre 2007 il 10% della società è stato acquistato dal governo cinese tramite China Investment Corporation, la stessa società che ha acquistato il 10% del fondo americano di private equity Blackstone Group e il 3% della banca londinese Barclays.
Dal 22 settembre 2008, la Morgan Stanley è divenuta una holding bancaria con facoltà di raccogliere anche depositi a risparmio. Ciò ha comportato l'assoggettamento della holding alla supervisione della Federal Reserve Bank (FRB) e della Federal Deposit Insurance Corporation (FDIC) con i conseguenti vantaggi  rispettivamente: dell'accesso alla “finestra” della FRB per ottenere liquidità e dell'assicurazione sui depositi, fino al massimo consentito, da parte della FDIC.
Il 13 ottobre 2008, al culmine della crisi di liquidità della banca, i giapponesi della MUFG (Mitsubishi Bank Of Tokio), la più grande banca giapponese,  rilevarono per 9 miliardi di USD il 21% di Morgan Stanley. L'acquisto, chiuso in fretta di domenica per consentire a MS di presentarsi ai mercati il lunedì a giochi fatti, avvenne tramite un assegno. Probabilmente uno degli assegni di importo più elevato mai emessi.
Questo cambiamento è dovuto alla crisi finanziaria - originatasi negli ultimi mesi del 2007 a seguito dell'insolvenza dei mutui subprime (mutui concessi a clientela con scarso merito di credito) - che ha colpito le principali banche commerciali e d'investimento americane ed europee nel 2008.

## Storia

### Primi anni: 1935–1950
Le radici di Morgan Stanley si intrecciano con la storia di J.P. Morgan & Co. In seguito al Glass-Steagall Act, non fu più possibile per una corporazione mantenere allo stesso tempo una banca d'investimento ed una commerciale sotto la stessa entità. J.P. Morgan & Co. optò per la banca commerciale perché ritenuta un'attività più remunerativa. Come risultato, alcuni dipendenti di J.P. Morgan & Co., tra cui i noti Henry Sturgis Morgan e Harold Stanley, lasciarono J.P. Morgan & Co. e si unirono con alcuni dipendenti della "Drexel partners" per formare Morgan Stanley. Il gruppo aprì ufficialmente le porte al pubblico il 16 settembre del 1935, al diciannovesimo piano di Wall Street, New York City. In un anno, si procurò una fetta di mercato pari al 24% ($ 1,1  miliardi) tra le offerte pubbliche. Nel 1938 la società fu coinvolta come lead underwriter nella distribuzione di obbligazioni della United States Steel Corporation per US$ 100 milioni. 
Nel 1939 l'azienda ottenne inoltre l'onore di guidare il pool che ha finanziato le ferrovie statunitensi. Nel 1941 la compagnia fu oggetto di una riorganizzazione, per poter garantire un migliore servizio per quanto riguardasse il business delle securities. Vista la fama di J.P. Morgan, quest'ultimo arrangiò un contratto per assicurarsi che la sua futura famiglia potesse ricevere un'abbondante somma di denaro. Steven Parisee, un familiare appartenente alla quarta generazione, riceve annualmente $ 1,5 miliardi, a prescindere dalla situazione finanziaria dell'organizzazione.

### Anni 1950–1990
La compagnia è guidata da Perry Hall, l'ultimo fondatore a guidare Morgan Stanley, nel periodo 1951–1961. Durante questi anni, l'organizzazione coopera nella gestione della famosa offerta del 1952 di obbligazioni con rating tripla A della Banca Mondiale per US$ 50 milioni. L'azienda, in questo periodo, esce inoltre con l'emissione di debito della General Motors per US$ 300 milioni, con l'offerta di azioni della IBM per US$ 231 milioni, con l'offerta di debito della AT&T per US$ 250 milioni.
Nel 1962 Morgan Stanley si accredita del fatto di aver creato il primo modello di computer valido per analisi finanziarie, dando così il via ad una nuova tendenza nel campo dell'analisi finanziaria. Nel 1967 viene istituita la Morgan & Cie International a Parigi, nel tentativo di entrare nel mercato immobiliare europeo. Acquisisce, Harvey & Co., Inc. nel 1967 e stabilisce la sua presenza nel mercato immobiliare. Nel 1971 il gruppo solidifica il business delle fusione e acquisizioni, assieme a vendite & scambi. Quest'ultimo business è ritenuto essere prodotto della mente di Bob Baldwin. Nel 1970 Morgan Stanley inaugura un ufficio di rappresentanza a Tokyo ed entra ufficialmente nel mercato giapponese. Nel 1975 Morgan Stanley stabilisce Morgan Stanley International Inc. a Londra. Il dipartimento wealth management viene introdotto nel 1977 quando Morgan Stanley crea Morgan Stanley Realty Inc. Durante lo stesso anno, Morgan Stanley si unisce a Shuman, Agnew & Co. Morgan Stanley si occupa delle IPO di Apple Computer, Inc. il 12 dicembre del 1980.  Nel 1986, Morgan Stanley Group, Inc., è pubblicamente sulla lista della Borsa di New York. Nel 1990 Morgan Stanley presentava uffici regionali a Francoforte sul Meno, Hong Kong, Lussemburgo, Melbourne, Milano, Sydney e Zurigo, e quartieri generali a Londra e Tokyo.

## Filosofia d'investimento
Morgan Stanley può contare su oltre 60 000 dipendenti dislocati in 1200 uffici in 42 paesi di tutto il mondo. Oltre alla presenza nei settori dell'Investment Banking e del Sales&Trading, dal 2009 con i suoi 18 000 consulenti finanziari attivi negli Stati Uniti, amministra e gestisce oltre 1,7 triliardi di dollari. 
La divisione di asset management (MSIM) può contare su oltre 640 professionisti degli investimenti dislocati in 48 uffici 21 paesi.
In Italia, l'attività di Morgan Stanley è stata avviata nel 1989 con il lancio di SICAV MS INVF, un fondo d'investimento aperto di tipo OICVM che comprende 33 comparti con track record competitivi e un patrimonio gestito pari a quasi 20 miliardi di dollari. La piattaforma include fondi di azioni globali, regionali e dei mercati emergenti, obbligazionari governativi e societari, investimenti alternativi, comparti immobiliari e strumenti di liquidità.
Venerdì 26 maggio 2023 è stata una data importante per la Morgan Stanley: la China Securities Regulatory Commission (CSRC), l'organismo di regolamentazione principale del settore dei titoli in Cina, ha annunciato di aver concesso a Morgan Stanley, rinomata banca d'affari statunitense con sede a New York, l'approvazione per stabilire una società futures a Pechino, in Cina. Questo consentirà l'apertura del mercato dei futures nella seconda economia mondiale.

## Premi e riconoscimenti
Morgan Stanley vanta le massime valutazioni da tutte le principali agenzie di rating ed è una delle società più innovative al mondo. La divisione di asset management ha ottenuto importanti riconoscimenti per la qualià gestionale delle sue strategie di investimento negli ultimi anni: 
- 2010 – Lippers Fund Award ("Best Group over 3 years Bond Large" Award); Milano Finanza Global Awards
- 2010 – Premio Tripla A MSINVF Global Brands fund; Milano Finanza Global Awards
- 2010 – Premio Tripla A MSINVF US Advantage Fund.
- 2011 – Milano Finanza Global Awards
- 2011 – Premio speciale per maggior numero di rating AAA; Milano Finanza Global Awards
- 2011 – Premio Tripla A MSINVF Global Brands fund; Milano Finanza Global Awards
- 2011 – Premio Tripla A MSINVF Global Bond fund; Milano Finanza Global Awards
- 2011 – Premio Tripla A MSINVF Asian Property Fund; Milano Finanza Global Awards
- 2011 – Premio Tripla A MSINVF European Property Fund.